# Hannes Kirchler
Hannes Kirchler (né le 22 décembre 1978 à Merano) est un athlète italien, spécialiste du lancer de disque.

Son record personnel est de 65,01 m, obtenu en 2007 à Bolzano. 